# یاسترباتس (بویانوواتس)
یاسترباتس (به صربی: Jastrebac) یک منطقهٔ مسکونی در صربستان است که در بوجانوواچ واقع شده‌است. یاسترباتس ۱۹ نفر جمعیت دارد.